# Le Cabinet des fées
Le Cabinet des fées („Das Kabinett der Feen“, mit vollem Titel Le Cabinet des fées, ou Collection choisie des contes de fées, et autres contes merveilleux „Das Kabinett der Feen, oder Ausgewählte Sammlung von Feenmärchen, und andere wunderbare Erzählungen“) ist die umfangreichste Märchensammlung des 18. Jahrhunderts.

## Einführung
Die 41-bändige Sammlung von Feenmärchen und Erzählungen wurde von dem Chevalier Charles-Joseph Mayer (1751–1825) und dem Pariser Verleger Charles Georges Thomas Garnier zusammengestellt und erschien zwischen 1785 und 1789 in Amsterdam (permission tacite, d. h. eigentlich Paris). Le Cabinet des fées vereint Erzählungen aus dem 17. und 18. Jahrhundert mit dem Ziel, sie vor dem Vergessen zu bewahren, zu einer Zeit, als Erzählungen nicht mehr geschrieben und veröffentlicht wurden. Mayers Unternehmen ähnelt damit dem der Gebrüder Grimm, denen er zwanzig Jahre voraus war, allerdings ohne nationalistische Ansprüche. Die einzelnen Bände sind mit von Clément-Pierre Marillier (1740–1808) gezeichneten Gravuren illustriert und unter der Leitung von Nicolas Delaunay gestochen wurden.
In der Sammlung, die keine klare interne Struktur oder Organisation zu haben scheint, stehen französische Erzählungen neben orientalischen (Märchen aus Tausendundeiner Nacht), arabischen, türkischen, aber auch indischen und chinesischen. Es wurden jedoch keine ausschweifenden Geschichten darin veröffentlicht und bestimmten Autoren wie Charles Perrault oder Marie-Catherine d’Aulnoy ein wichtiger Platz darin eingeräumt.
Die Sammlung umfasst 41 Bände mit Texten von etwa 40 Erzählern.
Zu den wichtigsten Erzählern, die im Cabinet des fées vertreten sind, sind  neben anonymen Erzählern Marie-Catherine d’Aulnoy, Pierre-François Godard de Beauchamps, Charles Duclos, Antoine Hamilton, Charlotte-Rose de Caumont La Force, Jeanne-Marie Leprince de Beaumont, Louise Levesque, Marie-Jeanne L’Héritier de Villandon (1664–1734), Catherine de Lintot (geborene Catherine Caillot), Marguerite de Lubert (1710–1779), Chevalier de Mailly, Henriette-Julie de Castelnau de Murat, Charles Perrault, Jean-Jacques Rousseau.

## La Notice des auteurs
In Band 37 schrieb Charles-Joseph Mayer neben einer Einführung zum Ursprung des Kabinetts der Feen (Discous sur l'origine des Contes des fées; S. 1–47) ein literaturgeschichtlich interessantes biografisches Lexikon der Autoren (unter der Überschrift La Notice des auteurs), einschließlich einer Selbstdarstellung.
Die Autoren werden im Folgenden in der (nicht durchweg alphabetischen) Reihenfolge des Buches angegeben (mit der jeweiligen Seitenangabe):
- François-Thomas-Marie de Baculard d’Arnaud, S. 48
- Jean d’Arras, S. 50
- Louise de Bossigny, comtesse d’Auneil, S. 51
- Marie-Catherine d’Aulnoy, S. 52
- Pierre-Charles-Fabiot Aunillon (1685–1760), S. 54
- François Blanchet (1707–1784), S. 54
- Jean-François de Bastide, S. 59
- Pierre-François Godard de Beauchamps, S. 78
- Fanny de Beauharnais, S. 78
- Jeanne-Marie Leprince de Beaumont, S. 79
- Ferdinando Galli da Bibiena, S. 80
- Antoine Bret (1717–1792), S. 80
- Pierre-Nicolas Brunet (1733–1771), S. 81
- Denis Dominique Cardonne (1721–1783), S. 83
- Jean-Baptiste-René Robinet, genannt Chateau-Giron, S. 84
- Stanislas de Boufflers s. v. Chevalier de Bouflers, S. 84
- Anne-Claude-Philippe, Comte de Caylus, S. 86
- Colinot (Autor von La Fée aux têtes), S. 90
- François-Antoine Chevrier (1721–1762), S. 90
- Claude-Prosper Jolyot de Crébillon, S. 91
- Charles-Antoine Coypel, S. 95
- Jacques Cazotte, S. 103
- Henri Bartholomé Deblanes (de Blanes) 1707–1754, S. 104
- Nicolas Bricaire de La Dixmerie (1731–1791), S. 104
- La Présidente Dreuillet (Elisabeth de Montlaur, 1656–1730), S. 107
- Catherine Durand (1670–1736), S. 109
- Charles Pinot Duclos, S. 109
- Chevalier de Duclos (?), S. 114
- Derois (?), S. 114
- Alexander Dow (1730–1779), S. 115
- Marie-Antoinette Fagnan (17..–1770?), S. 116
- Mademoiselle Fauques (Marianne-Agnès Pillement Fauques) [oder Fault], S. 117
- François Fénelon, S. 119
- Charlotte-Rose de Caumont de La Force (1650–1724), S. 121
- Jean Gaspard [Dubois-]Fontanelle  (1737–1812), S. 122
- Nicolas Fromaget, S. 124
- Antoine Galland, S. 125
- Thomas-Simon Gueullette (1683–1766), S. 128
- Françoise de Graffigny, S. 134
- Pierre-Augustin Guys (1721–1799), S. 140
- Antoine Hamilton, S. 140
- Barthélemy Marmont Du Hautchamp, S. 144
- Barthélemy d’Herbelot de Molainville, S. 144
- Antoine Houdar de la Motte, S. 149
- Joseph de La Porte (1714–1779), S. 154
- Madame Lemarchand, S. 157
- Louise Levesque (1703–1745), S. 159
- Marie-Jeanne Lhéritier de Villandon, S. 161
- Catherine de Lintot (1728–1816), S. 163
- Pierre de Lesconvel (1650–1722), S. 164
- Lockman ( ?), S. 164
- Marguerite de Lubert (1702–1785), S. 167
- Marguerite de Lussan (1682–1758), S. 174
- Gabriel Mailhol (1725–1791), S. 176
- Mademoiselle Raigné de Malfontaine, S. 177
- Manda ( ?), S. 177
- Pierre Carlet de Marivaux, S. 177
- Claire Mazarelli, Marquise de la Vieuville de Saint-Chamond, S. 186
- Charles-Joseph, Chevalier de Mayer, S. 186
- Jean-François Melon (1675–1738), S. 188
- Jean-Baptiste de Mirabaud, S. 190
- Mademoiselle Moreau. Madame Monet, S. 198
- Jean-Florent-Joseph de Neufville de Brunaubois-Montador (1707–1770?), S. 206
- Antoine Gautier de Montdorge, S. 207
- Montesquieu, S. 209
- James Ridley (Charles Morell, 1736–1765), S. 217
- Jacques Rochette de La Morlière, S. 228
- Victurnienne Nathalie Delphine de Rochechouart de Mortemart (1759–1828), S. 230
- Martine de Morville, S. 231
- Charles de Fieux de Mouhy (1701–1784), S. 233
- Henriette-Julie de Castelnau de Murat (1670–1716), S. 241
- Eustache Le Noble (1643–1711), S. 246
- Antoine Nodot 1650–1701, S. 264
- Henri Pajon (–1776), S. 264
- Monsieur Papelier, S. 266
- Ambrose Philips (1674–1749), S. 266
- Charles Perrault, S. 266
- François Pétis de la Croix, S. 274
- Alexandre Le Riche de La Pouplinière, S. 278
- Jean de Préchac (1647–1720), S. 279
- Antoine-François Prévost, S. 282
- Jeanne-Michelle de Pringy (1660–1709), S. 299
- Madame La Grange (La Garde) de Richebourg, S. 300
- Marie-Jeanne Riccoboni (1713–1792), S. 304
- Marie-Anne Robert (1705–1771), S. 307
- Jean-Jacques Rousseau, S. 308
- Alain-René Lesage, S. 313
- Germain-François Poullain de Saint-Foix (1698–1776), S. 346
- Thémiseul de Saint-Hyacinthe (1684–1746), S. 358
- Jean-François de Saint-Lambert, S. 363
- Bernard-Joseph Saurin, S. 365
- Edme-Louis Billardon de Sauvigny (1738–1812), S. 373
- Antoine Bauderon de Sénecé (1643–1737), S. 378
- Vieland (Christoph Martin Wieland), S. 380
- Gabrielle-Suzanne de Villeneuve, S. 386
- Monsieur de Sandisson, S. 387
- Claude-Henri de Fusée de Voisenon (1708–1775), S. 388
- Voltaire, S. 397
- Mademoiselle Uncy, S. 410
- Madame Dussieux, S. 411

## Verschiedenes
Das mit dem Kabinett der Feen begonnene Unternehmen wurde in Deutschland durch die Arbeit der Brüder Grimm fortgesetzt. Die moderne französische Reihe Bibliothèque des génies et des fées knüpft an die Sammlung an.

## Ausgaben
- Le Cabinet des fées. Amsterdam [= Paris], 1785–1789, 41 Bände
- Le Cabinet des fées; ou, Collection choisie des contes des fées, et autres contes merveilleux, ornés de figures. (41 Bände) Genève: Chez Barde, Manget, 1785  
  - Das Cabinet der Feen oder gesammlete Feen-Mährchen der Madame d'Aunoy in 9 Theilen . Nürnberg: Bauer und Raspe 1763 (Digitalisate)
  - Apel, Friedmar und Norbert Miller (Hrsg.): Das Kabinett der Feen. Französische Märchen des 17. und 18. Jahrhunderts. Düsseldorf: Albatros 2005, ISBN 3-491-96141-6; ISBN 978-3-491-96141-8 (Nach der Übersetzung der Bertuchschen Ausgabe (1790–1800) überarbeitet bzw. neu übersetzt von Norbert Miller und Friedmar Apel, unter Mitarbeit von Bernard Dieterle, sowie mit Übersetzungen von Christine Hoeppener, Sabrina Hausdörfer und Dorothee Walterhöfer.)